# Dvorianky
Dvorianky (em húngaro: Szécsudvar) é um município da Eslováquia, situado no distrito de Trebišov, na região de Košice. Tem 6,18 km² de área e sua população em 2018 foi estimada em 649 habitantes.

## Demografia
| Ano:        | 1994 | 2004   | 2014   | 2024   |
| ----------- | ---- | ------ | ------ | ------ |
| Broj ljudi: | 633  | 614    | 611    | 672    |
| Razlika:    |      | -3,00% | -0,48% | +9,98% |

| Ano:               | 2023 | 2024   |
| ------------------ | ---- | ------ |
| Número de pessoas: | 664  | 672    |
| Diferença:         |      | +1,20% |